# Менестрандиза

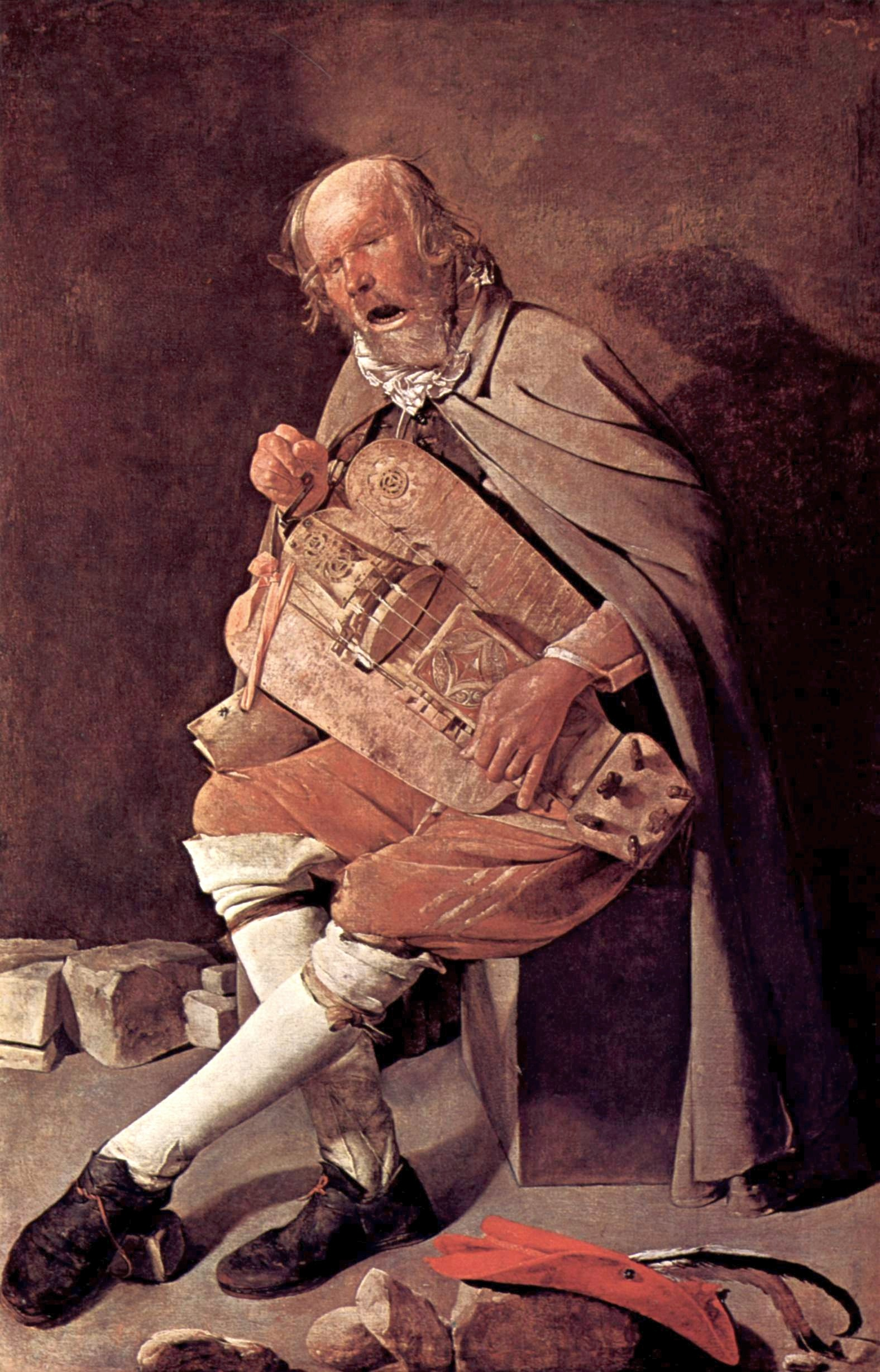
Жорж де Латур. Виелист. Между 1624 и 1650

Менестрандиза (фр. Ménestrandise, дословно — «менестрельщина»; ведомство, удостоверяющее владение искусством менестреля — фр. Ménestrandie) — существовавшая во Франции более четырёх веков (1321—1776) корпорация менестрелей, музыкантов, танцоров и артистов уличных театров. Расцвет пришёлся на XVI век. В XVIII веке корпорация высмеяна как уже архаичный институт Франсуа Купереном в музыкальном памфлете 1717 года «Пышности Великой и Древней Менестрандизы» (фр. Les Fastes de la grande et ancienne Menestrandise) из клавесинной сюиты № 11.

## История
14 сентября 1321 года Менестрандиза была учреждена в качестве гильдии, объединяющей менестрелей и прочих бродячих артистов, чьи занятия считались «низкими».
В период расцвета сообщества в XVI веке в него входили и профессиональные музыканты, и самоучки, игравшие на инструментах как «высоких» (например, на скрипке), так и «низких» (таких как виела).
В 1659 году французский король Людовик XIV наделил Менестрандизу правом допускать музыкантов к публичным выступлениям. Таким образом, играть публично могли лишь те, кто заплатил пошлину в Менестрандизу.
Упразднена в феврале 1776 года ещё при Старом порядке, указом короля, провозгласившим «свободу искусств», за 15 лет до принятого в революционную эпоху закона Д'Алларда о запрете цеховых объединений.

## Общие сведения об организации
Музыковед Франсуа Лезюр в своем исследовании «Французские музыка и музыканты XVI века» собрал следующие факты о Менестрандизе.
Менестрандиза присваивала звание музыканта только после четырёх лет обучения и после продолжительного экзамена, проходившего в присутствии короля или его представителей.
Менестрандизе принадлежало несколько зданий в Париже, на улицах Пети-Шамп, Сен-Мартен, Круассан, а также церковь Святого Юлиана, которую разрушили во времена Великой французской революции.
Она являлась организацией со строгой иерархией: с закрытым советом мастеров, тремя управляющими и одним генеральным директором, который носил звание «короля менестрелей» (roi des ménétriers) или «короля скрипки» (roi des violons) и назначался самим королём Франции.

## Менестрандиза и институт «короля менестрелей»
Хотя звание «короля менестрелей» и являлось часто титулом директора Менестрандизы, имеются и более ранние свидетельства о существовании в среде французских музыкантов некой иерархии. Так, в 1315 году (то есть ещё при Людовике X), когда Менестрандизы ещё официально не существовало, некий Робер удостоился звания «короля менестрелей».
Старейшим документом, в котором содержится отсылка к этому институту, является положение о должностных лицах 1288 года короля Филиппа Красивого, в котором упоминается «король игрецов на флейте» (roi des joueurs de flûte).
В 1295 году, также в правление Филиппа Красивого, некий рождённый в середине XIII века жонглёр по имени Жан Шармильон (Jehan Charmillon) провозглашён «королём менестрелей города Труа».
В 1338 году Роберт Каверон (Robert Caveron), возглавивший Менестрандизу, был провозглашён «королём менестрелей королевства Франция». Каверону наследовал Коппэн де Брекин (Coppin de Brequin), упоминавшийся в различных званиях в 1357, 1362 и 1367 годах.
В двух актах, относимых к концу XIV века, титул «король менестрелей королевства Франции» прилагается к имени Жана Понтевена (Jehan Pontevin).
Затем титул «короля менестрелей» унаследовал Жан Буазар (Jehan Boisard) по прозвищу Верделе (Verdelet). Документ, датируемый 19 февраля 1420 года, сообщает о получении им приза от будущего короля Карла VII.
Через несколько лет титул «короля менестрелей» прилагается уже к имени Жана Фасьена (Jehan Fascien или Facion). После Фасьена в летописи директоров Менестрандизы лакуна на более чем столетие — до Франсуа Русселя (François Roussel), главы корпорации в 1572 году, которому наследовал Клод де Бушандон (Claude de Bouchandon), гобоист короля Генриха III, которому 13 октября 1575 года предоставлен титул «короля и мэтра менестрелей и всех игрецов королевства».
В 1590 году, в правление Генриха IV, Клод Нийон (Claude Nyon), скрипач оркестра короля, получает звание «короля менестрелей», которое он 10 лет спустя передаст своему сыну Гийому Клоду Нийону (Guillaume Claude Nyon) по прозвищу Лафон (Lafont), также скрипачу оркестра короля. В документе от 8 февраля 1600 года тот упоминается как «король игрецов инструментов всего королевства» (Roy des joueurs d’instrumens par tout le royaume). О Нийоне-младшем не дошло какой-либо более подробной информации, кроме факта наследования им должности руководителя Менестрандизы.
17 марта 1620 года с титулом «Король игрецов на инструментах» упоминается Франсуа Ризом (François Rishomme), также скрипач оркестра короля.
12 декабря 1624 года Людовик XIII провозглашает Луи Константена, придворного скрипача, «королем и мэтром менестрелей и всех игрецов инструментов, высоких и низких, королевства». Константен был одним из самых известных музыкантов своего поколения, автором многочисленных пяти- и шестиголосных произведений для скрипки, альта и инструментов генерал-баса. Его сын, Жан Константен, также отмечен в 1657 году в составе оркестра «Двадцать четыре скрипки короля».
В 1641 году на должности главы Менестрандизы Константена сменил Клод Дюмануар (Claude Dumanoir). 21 ноября 1657 года он передал руководство своему племяннику Гийому Дюмануару, одному из «Двадцати четырёх скрипок короля», который получает от Людовика XIV титул «Король скрипки, мастер танца и игры на инструментах, высоких и низких».
15 августа 1668 года Гийом Дюмануар покинул свой пост, и должность перешла к его сыну, Гийому Дюмануару-младшему.
После отставки Гийома Дюмануара-младшего в 1695 году и смерти Гийома Дюмануара-старшего в 1697 году Людовик XIV не назначил какого-либо преемника, из-за чего титул «короля менестрелей» оставался вакантным 46 последовавших лет.

#### Упадок организации
В XVII веке влияние Менестрандизы начинает постепенно ослабевать из-за появления других сильных объединений — таких как придворная Королевская капелла, Королевская Академия танца (1661 год), Королевская Академия музыки (1669 год) — которые не желали подчиняться правилам корпорации.
В апреле 1662 года случилось первое крупное противостояние, когда Гийом Дюмануар, тогдашний генеральный директор Менестрандизы, начал судебную тяжбу против создания Академии Танца. Его выступление встретило развёрнутую отповедь парижских академиков, суть которой была в том, что танец в его самой благородной части не нуждается в музыкальных инструментах.
30 августа 1662 года Гийом Дюмануар проиграл судебное разбирательство, однако отомстил, написав политический памфлет «Брак музыки с танцем, в коем содержится ответ на книгу тринадцати якобы академиков, касающуюся этих двух искусств» (Le mariage de la musique avec la dance, contenant la réponce au livre des treize prétendus Académistes, touchant ces deux arts), опубликованный в 1664 году.
После учреждения Королевской академии музыки уже новый директор Менестрандизы, Гийом Дюмануар-младший, приложил много усилий, чтобы обязать оплачивать в корпорацию членские взносы профессоров Королевской Академии музыки — за право выступать вне стен академии, на таких мероприятиях как балы, свадьбы и концерты, и только по предъявлении верительных грамот Менестрандизы. Однако Королевский совет не оказал Дюмануару поддержки.
28 апреля 1682 года мастера академии танца добились права становиться преподавателями танцев, вообще не входя в корпорацию. Дюмануар подал в суд на Королевскую Академию танца и 2 ноября 1691 года, после десяти лет судебного разбирательства, добился лишь равных прав для Королевской Академии танца и Менестрандизы на преподавание танца и присуждение звания мастера танца.
В 1693 году группа композиторов, среди которых был Франсуа Куперен, подаёт Людовику XIV жалобу на корпорацию, обвиняя её в том, что она чрезмерно ограничивает свободу музыкантов. Аналогичная петиция была подана в 1707 году, и каждый из этих случаев имел для Менестрандизы последствия.
В 1717 году Куперен написал по итогам этих событий сюиту для клавесина (№ 11), где члены Менестрандизы высмеивались как жонглёры, игрецы на виеле и шуты, выступающие с учёными обезьянами. Данный музыкальный памфлет был озаглавлен по-французски «Les Fastes de la grande et ancienne Mxnxstrxndxsx» («Пышности Великой и Древней Менестрандизы»), где в слове «Менестрандиза» вместо гласных была проставлена буква «x» (чтобы избежать судебного преследования со стороны корпорации).
Только в 1741 году корпорация получает нового главу: Людовик XV назначил Жан-Пьера Гиньона новым главой Менестрандизы.
В 1773 году Гиньон подаёт в отставку, а также прошение об упразднении Менестрандизы, которая к тому времени считается полным анахронизмом. Людовик XV, указом от марта 1773 года, принимает отставку Гиньона и упраздняет институт «короля менестрелей».
В феврале 1776 года упраздняется и сама Менестрандиза.